# Green Spot

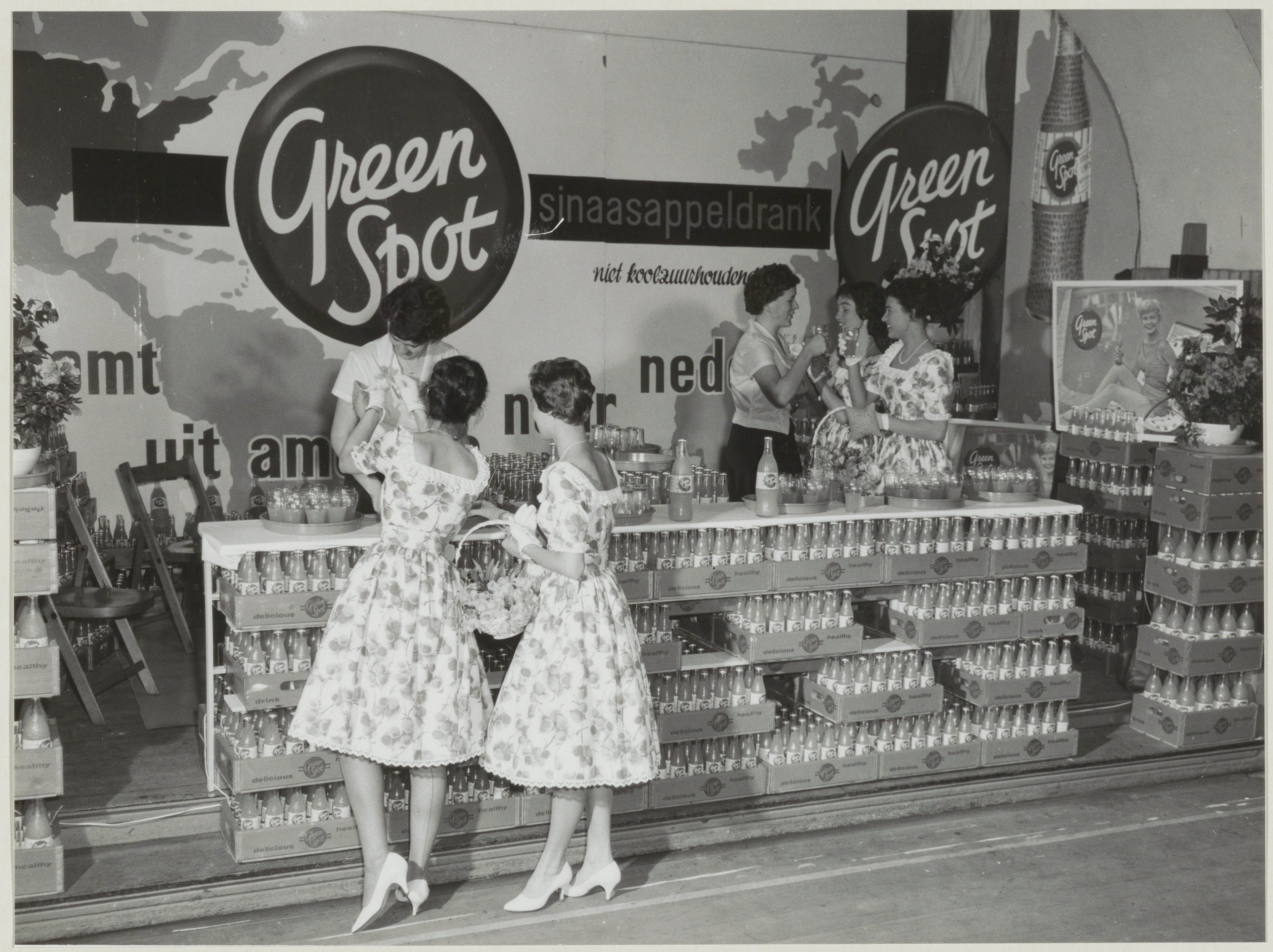
De stand van Green Spot op de Haarlemse voorjaarsbeurs in 1960.

Green Spot was in de jaren 60 en 70 van de twintigste eeuw een op sinaasappel gebaseerde frisdrank zonder prik in Nederland. De drank werd in 1934 in de Verenigde Staten ontwikkeld, na de introductie van Orangeade (een op sinaasappel gebaseerde frisdrank mét prik, vergelijkbaar met Orangina). In 1954 werd een vestiging geopend in Thailand, van waaruit de drank werd gepopulariseerd in het verre oosten, zoals Hong Kong. Green Spot werd in Nederland vanaf 1960 op de markt gebracht door NV Bottelmaatschappij De Groene Stip (The Green Spot Bottling Company), gevestigd aan de Beeksteeg 21-27 in Haarlem. De Groene Stip maakte naast Green Spot limonade ook ijsjes. In 1962 haalde Wim T. Schippers het internationale nieuws door een flesje Green Spot leeg te gieten in de zee bij Petten. In 1965 werd De Groene Stip overgenomen door de toenmalige brouwerij De Drie Hoefijzers in Breda.